# Nevill Francis Mott
Nevill Francis Mott (Leeds, 30 de setembro de 1905 – Milton Keynes, 8 de agosto de 1996) foi um físico inglês que ganhou o Prêmio Nobel de Física em 1977 por seu trabalho sobre a estrutura eletrônica de sistemas magnéticos e desordenados, especialmente semicondutores amorfos. O prêmio foi dividido com Philip W. Anderson e J. H. Van Vleck. Os três haviam conduzido pesquisas vagamente relacionadas. Mott e Anderson esclareceram as razões pelas quais materiais magnéticos ou amorfos podem ser às vezes metálicos e às vezes isolantes.

## Vida e trabalho
Seu pai Charles Francis Mott e sua mãe Lillian Mary Mott, nascida Reynolds, foram ambos estudantes de pesquisa no Laboratório Cavendish em Cambridge com Joseph John Thomson. Seu pai mais tarde se tornou "Diretor de Educação de Liverpool". Nevill Francis Mott foi para a escola no Clifton College em Bristol e estudou matemática e física teórica no St John's College, Cambridge.
Após três anos de pesquisa em matemática aplicada, Mott recebeu uma bolsa de estudos na Universidade de Manchester em 1929. Em 1930 ele retornou a Cambridge e tornou-se membro (Fellow) e "conferencista" no Gonville and Caius College local. Em 1933, ele foi para a Universidade de Bristol como professor de física teórica. Após a anexação alemã da República Tcheca em março de 1939, ele e sua esposa Ruth atestaram pela menoridade Lilly e Ilse Spielmann, filhas do pianista Leopold Spielmann, que foram ameaçadas de perseguição em Praga, e as acolheram até o final do guerra. Em 1954, ele foi nomeado Cavendish Professor of Physics na Universidade de Cambridge; ocupou este cargo até 1971. De 1959 a 1966 também foi Mestre pelo Gonville and Caius College.
Mott aplicou novas abordagens da mecânica ondulatória às colisões de partículas atômicas. O espalhamento de Mott e - com base nele - o detector de Mott foram nomeados em sua homenagem. Seu principal campo de trabalho foi a física do estado sólido, a teoria dos metais e ligas, bem como semicondutores e isoladores. Ele e Ronald W. Gurney também escreveram um trabalho teórico fundamental sobre o processo fotográfico. Durante a Segunda Guerra Mundial, ele pesquisou a propagação de ondas de rádio e o estilhaçamento explosivo de invólucros de bombas. Em seus últimos anos de pesquisa, ele se dedicou a Supercondutividade de alta temperatura.

## Publicações
NF Mott reviveu a antiga Philosophical Magazine (uma das mais antigas revistas científicas publicadas em inglês) e a transformou em uma publicação animada essencialmente centrada no então novo campo da física do estado sólido, atraindo escritores, leitores e o interesse geral em larga escala. Depois de receber um artigo sobre defeitos pontuais em cristais de Frederick Seitz, que obviamente era muito longo para Phil. Mag, Mott decidiu criar uma nova publicação, Advances in Physics, para esses artigos de revisão. Ambas as publicações ativas em 2017.

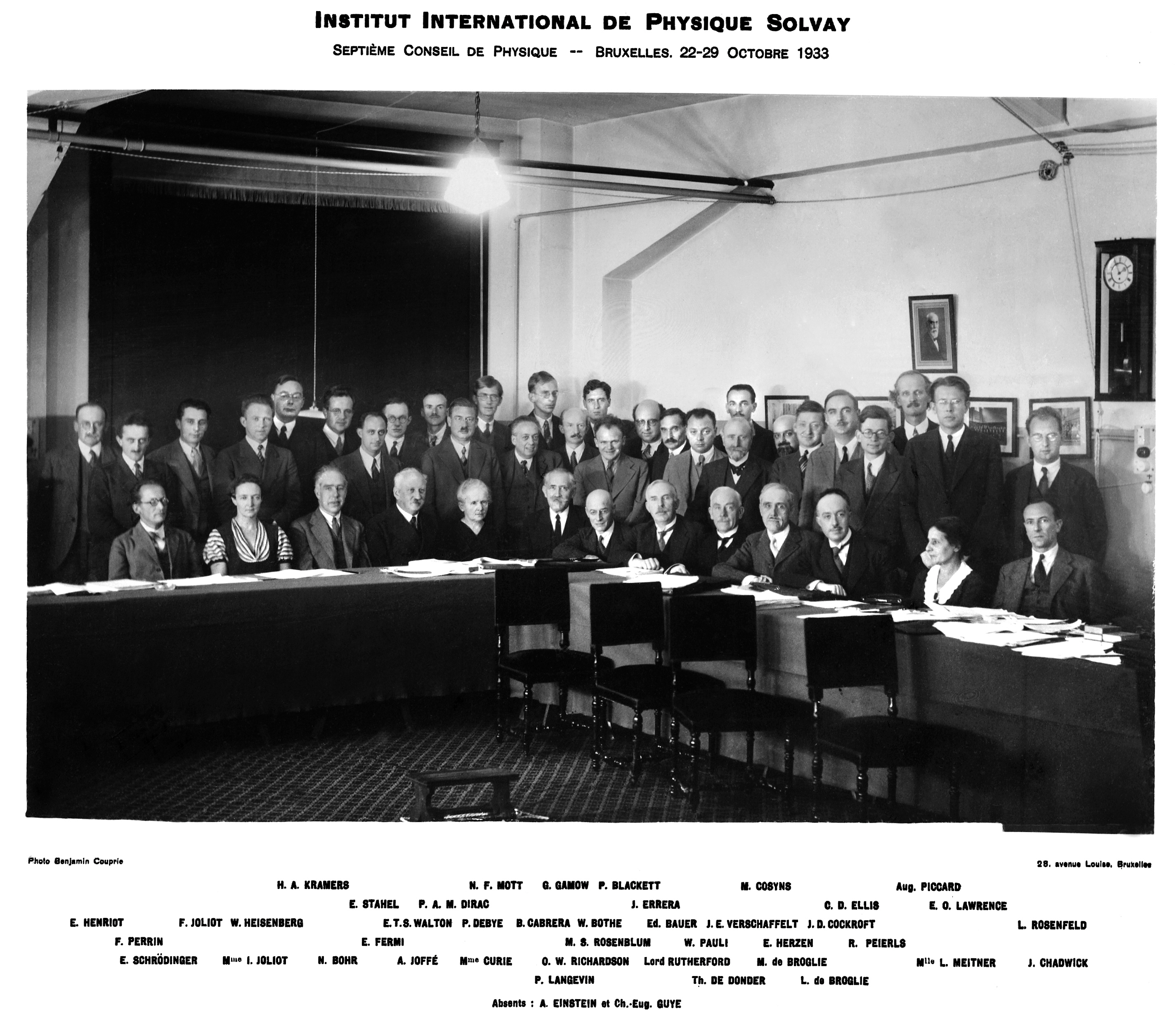
Nevill Francis Mott (de pé, décimo-primeiro da esquerda para a direita), na Conferência de Solvay de 1933

- N. F. Mott, "The Wave Mechanics of α-Ray Tracks", Proceedings of the Royal Society (1929) A126, pp. 79–84, doi:10.1098/rspa.1929.0205. (reprinted as Sec. I-6 of Quantum Theory and Measurement, J. A. Wheeler. and W. H. Zurek, (1983) Princeton).
- N. F. Mott, Metal-Insulator Transitions, second edition (Taylor & Francis, London, 1990). ISBN 0-85066-783-6, ISBN 978-0-85066-783-7
- N. F. Mott, A Life in Science (Taylor & Francis, London, 1986). ISBN 0-85066-333-4, ISBN 978-0-85066-333-4
- N. F. Mott, H. Jones, The Theory of Properties of Metals and Alloys, (Dover Publications Inc., New York, 1958)
- Brian Pippard, Nevill Francis Mott, Physics Today, March 1997, pp. 95 and 96: (pdf).